# Rudolf Gnägi
Rudolf Gnägi (Schwadernau, 3 agosto 1917 – Köniz, 20 aprile 1985) è stato un politico svizzero.
Militando nelle file del Partito dei contadini, degli artigiani e dei borghesi (attuale Unione Democratica di Centro) è stato consigliere federale dal 1966 al 1979 e Presidente della Confederazione nel 1971 e nel 1976.

## Biografia
Figlio di Gottfried, contadino e fondatore del Partito dei contadini, degli artigiani e dei borghesi, e di Verena von Allmen. Studi superiori a Bienne e di diritto all'università di Berna dove nel 1943 conseguì il brevetto di avvocato, nel 1945 entrò nel segretariato del partito fondato da suo padre attuale UDC. Fu Consigliere di Stato del canton Berna dal 1952 al 65. L'8 dicembre del 1965 venne eletto consigliere federale. Diresse fino al 1967 il Dipartimento federale dell'ambiente, dei trasporti, dell'energia e delle comunicazioni e in seguito quello militare come capo di questo dipartimento sciolse la cavalleria e compì la revisione del codice penale militare, l'esercito si dotò del sistema di sorveglianza dello spazio aereo Florida e del missile anticarro teleguidato Dragon e l'aereo da caccia Tiger, si occupò anche del accusato di tradimento che coinvolse il comandante della protezione aerea Jean-Louis Jeanmaire. Fu presidente della confederazione nel 1971 e nel 1976. Nell'esercito di milizia raggiunse il grado maggiore.